# Kedvesem, Isten veled (film)
A Kedvesem, Isten veled (eredeti cím: Farewell, My Lovely) 1975-ben bemutatott amerikai neo-noir bűnügyi filmthriller Dick Richards rendezésében, amelyben Robert Mitchum alakítja Philip Marlowe magánnyomozót. A forgatókönyv Raymond Chandler azonos című 1940-ben kiadott regényén alapul, amelyet először 1944-ben filmesítettek meg Gyilkosság a gyönyöröm címmel. További szerepekben Charlotte Rampling, John Ireland, Jack O’Halloran, Sylvia Miles és Harry Dean Stanton látható. Kezdő színészként Sylvester Stallone is feltűnik egy kisebb szerepben, továbbá ebben a filmben volt Jim Thompson író első és egyetlen filmes szereplése.
Az Amerikai Egyesült Államokban 1975. augusztus 8-án mutatták be a mozikban.

## Cselekmény
Los Angeles, 1941. Philip Marlowe magánnyomozó ezúttal egy eltűnt bártáncosnő ügyében próbálja kideríteni az igazságot.

## Szereplők
| Színész            | Szerep                  | Magyar hang    |
| ------------------ | ----------------------- | -------------- |
| Robert Mitchum     | Philip Marlowe          | Kristóf Tibor  |
| Charlotte Rampling | Helen Grayle            | Orosz Helga    |
| John Ireland       | Nulty nyomozó           | Szersén Gyula  |
| Sylvia Miles       | Jessie Halstead Florian | Földi Teri     |
| John O’Leary       | Lindsay Marriott        | Kocsis György  |
| Jack O’Halloran    | Bivaly Malloy           | Vass Gábor     |
| Harry Dean Stanton | Billy Rolfe nyomozó     | Rosta Sándor   |
| Anthony Zerbe      | Laird Brunette          | Barbinek Péter |
| Kate Murtagh       | Frances Amthor          | Pásztor Erzsi  |
| Joe Spinell        | Nick                    | Balázsi Gyula  |
| Sylvester Stallone | Jonnie                  | nem szólal meg |

## Fordítás
- Ez a szócikk részben vagy egészben  a   Farewell, My Lovely (1975 film) című angol Wikipédia-szócikk fordításán alapul.  Az eredeti cikk szerkesztőit annak laptörténete sorolja fel. Ez a jelzés csupán a megfogalmazás eredetét és a szerzői jogokat jelzi, nem szolgál a cikkben szereplő információk forrásmegjelöléseként.